# Иисус из Назарета (мини-сериал)
«Иисус из Назарета» — телевизионный мини-сериал производства Италии и Великобритании, снятый режиссёром Франко Дзеффирелли на библейские темы.
Фильм состоит из четырёх частей: трёх по 90 мин и одной — 105 мин.
Сериал был номинирован на премию «Эмми» в 1978 году (победа в номинации досталась американскому телефильму «Сбор»). Джеймс Фарентино был также номинирован на премию «Эмми» за роль апостола Петра. Сериал также был номинирован на шесть телепремий BAFTA (включая категорию «Лучший актёр»), но не получил ни одной.
В сериале снялись сразу 8 актёров, которые получали премию «Оскар» (на момент выхода сериала или позднее): Энн Бэнкрофт, Эрнест Боргнайн, Лоренс Оливье, Кристофер Пламмер, Энтони Куинн, Род Стайгер, Джеймс Эрл Джонс и Питер Устинов.

## Описание
К работе над этой эпопеей были привлечены известные кинематографисты — сценаристы Энтони Бёрджесс и Сузо Чекки д’Амико, операторы Армандо Наннуцци и Дэвид Уоткин, композитор Морис Жарр, художники Джанни Кваранта (декорации) и Марсель Эскофье (костюмы) и серьёзный актёрский состав.
Некоторые специалисты (художники, историки и библеисты) признают именно этот фильм самой полной и достоверной экранизацией Нового Завета.

## В ролях
- Роберт Пауэлл — Иисус
- Оливия Хасси — Дева Мария
- Йорго Вояджис — Иосиф, муж Девы Марии
- Питер Устинов — Ирод I Великий
- Кристофер Пламмер — Ирод Антипа
- Энн Бэнкрофт — Мария Магдалина
- Джеймс Мэйсон — Иосиф Аримафейский
- Иэн Макшейн — Иуда Искариот
- Лоренс Оливье — Никодим
- Род Стайгер — Понтий Пилат
- Эрнест Боргнайн — Центурион
- Клаудия Кардинале — неверная жена, которую хотели забить камнями (4 серия)
- Валентина Кортезе — Иродиада
- Джеймс Фарентино — Апостол Пётр
- Иэн Холм — Зера
- Джеймс Эрл Джонс — Бальтазар
- Стейси Кич — Варавва
- Дональд Плезенс — Мельхиор
- Энтони Куинн — Каиафа
- Фернандо Рей — Каспар
- Ральф Ричардсон — Симеон Богоприимец
- Майкл Йорк — Иоанн Креститель
- Мария Карта — Марфа и Мария
- Никки Ван Дер Зиль — Саломея
- Роберт Битти — Прокулус